# 13238 Lambeaux
13238 Lambeaux è un asteroide della fascia principale. Scoperto nel 1998, presenta un'orbita caratterizzata da un semiasse maggiore pari a 2,2724694 au e da un'eccentricità di 0,1789448, inclinata di 3,31137° rispetto all'eclittica.
L'asteroide è dedicato allo scultore belga Jef Lambeaux.